# Vinzenz Flatz
Vinzenz Flatz (* 5. Juli 1994 in Vaduz) ist ein liechtensteinischer Fussballspieler.

## Jugend und BSC Young Boys
Seine Jugendzeit verbrachte Flatz zum grössten Teil beim Liechtensteiner Fussballclub FC Schaan. Neben dem FC Schaan durchlief er alle Auswahlmannschaften Liechtensteins. Durch seine Übersicht und technische Gewandtheit wurde 2009 der BSC Young Boys auf ihn aufmerksam und holte ihn in die eigene Jugendakademie. Nach drei Jahren Jugendmannschaft, konnte Flatz am 8. August 2012 sein Profi-Debüt mit der zweiten Mannschaft des BSC Young Boys gegen den FC Bulle feiern. Insgesamt kam er zu 30 Einsätzen, wobei er kein Tor schoss.

## FC Vaduz
Im Juni 2014 gab der FC Vaduz bekannt, dass er Flatz verpflichtet habe. Mit einem Zweijahresvertrag sollte Flatz den Durchbruch im Profifussball schaffen. Nach einer Verletzungspause kam er nur im Liechtensteiner Cup und in der U-23-Mannschaft zum Einsatz. Super-League-Spiele für den FC Vaduz machte er keine. Im Mai 2015 gab er seinen Rücktritt vom Profifussball bekannt.

## Nationalmannschaft
Sein Debüt in der Liechtensteiner A-Nationalmannschaft gab Flatz am 14. August 2012 beim 1:0-Heimsieg im Freundschaftsspiel gegen Andorra, als er in der 90. Minute für David Hasler eingewechselt wurde. Sein erstes Pflichtspiel bestritt er im Rahmen der Qualifikation zur Weltmeisterschaft 2014 in Brasilien gegen Bosnien-Herzegowina (1:8).